# Duchesne (Utah)
Duchesne [duːˈʃeɪn] ist ein Ort und Verwaltungssitz von Duchesne County im Bundesstaat Utah. Das U.S. Census Bureau hat bei der Volkszählung 2020 eine Einwohnerzahl von 1588 ermittelt.

## Geographie
Der Ort bedeckt eine Fläche von 6,0 km² (2,3 mi²). Duchesne liegt am Zusammenfluss des Strawberry Rivers und des Duchesne Rivers im Uinta Basin im Nordosten Utah.

## Geschichte
Das gesamte Land von Duchesne County und West Uintah County war früher Land der Ute-Indianer und Teil ihrer Reservation. Der Händler A. M. Murdock bekam von der Verwaltung den Auftrag, eine Poststation zu errichten. So entstand Duchesne; den Namen erhielt es vom nahen Duchesne River. Am 1. Januar 1915 wurde der östliche Teil von Wasatch County abgetrennt und wurde Duchesne County. Die County Einwohner bestimmten durch Abstimmung Duchesne City als neuen County Sitz.

## Statistik
Am 1. Juli 2004 lebten in Duchesne (Ort) 1454 Einwohner.
| Bevölkerung | Jahre   | Anteil  |
| ----------- | ------- | ------- |
| unter       | 18      | 37,10 % |
| von         | 18 – 24 | 8,60 %  |
| von         | 25 – 44 | 25,50 % |
| von         | 45 – 64 | 19,40 % |
| über        | 65      | 9,40 %  |

- Das durchschnittliche Alter im County beträgt 28 Jahre.
- Das durchschnittliche Familieneinkommen beträgt US $ 37.147